# Bataille d'Albulena
Guerre albano-ottomane (1432-1479)
La bataille d'Albulena (en albanais : Beteja e Albulenës) aussi appelée parfois bataille de Ujëbardha eut lieu le 2 septembre 1457 et a opposée les forces albanaises de la ligue de Lezha commandées par Skanderbeg et les Ottomans commandés par Ishak Bey Hranić et le neveu de Skanderbeg Hamza Kastrioti. Cette bataille eut lieu au sud de la ville de Laç dans le centre nord de l'actuelle Albanie. Les forces ottomanes furent attaquées par surprise et subirent de lourdes pertes, tandis que les troupes de Skanderberg ne subirent que des pertes mineures. Cette bataille est un élément central de la résistance albanaise contre l'envahisseur ottoman, et reste encore de nos jours dans la mémoire collective albanaise.

## Contexte

Carte du sud est de l'Europe et de l'Asie mineure en 1355.

Carte du sud est de l'Europe et de l'Asie mineure en 1450.

Depuis plusieurs siècles l'Empire byzantin est entré dans une phase de lent déclin qui est arrivé à son terme lors du XVe siècle. Cette période voit l'émergence d'une nouvelle puissance prépondérante l'Empire ottoman. Venus d'Asie centrale, des rives de la mer Caspienne, les Turcs vont conquérir l'Anatolie aux dépens de l'Empire byzantin installé sur ces terres depuis des centaines d'années,,. Les croisades vont ralentir ce phénomène d'expansion vers l'ouest, mais leur disparition au Levant, n'aura que retardé ce phénomène. En 1299, Osman Ier fonde l'Empire ottoman au nord-ouest de l'actuelle Turquie dans la partie asiatique de l'actuelle région de Marmara. L'empire ottoman remplace la dynastie Seldjoukides qui avait dans cette même région fondé le sultanat de Roum qui disparaît en 1308. Le territoire de l'actuelle Albanie est quant à lui passé sous plusieurs souverainetés, celle de l'Empire byzantin, puis de l'Empire serbe et à partir du XIVe siècle de petites principautés,. Au milieu du XIVe siècle, les ottomans vont s'installer dans la péninsule Balkanique. Sous le règne d'Orhan les ottomans grâce à la prise de Gallipoli vont devenir maîtres du détroit des Dardanelles. Les ottomans au fur et à mesure du temps s'implantent en Europe ce qui inquiète fortement les royaumes d'Europe qui réunirent de nouvelles croisades à l'initiative des rois de Hongrie,. En 1396, le sultan Bayezid Ier battit les croisés lors de la bataille de Nicopolis et intégra à l'Empire ottoman le royaume de Bulgarie,. La péninsule Balkanique était fortement fragmentée à cette époque à la suite de la dislocation de l'Empire ottoman, de l'éclatement de l'Empire serbe qui donna naissance à la principauté de Serbie, puis du despotat de Serbie qui deviendra vassal de l'Empire ottoman,,. La prise de possession rapide des territoires byzantin va amener les ottomans à pousser leur avantage dans les territoires slaves. L'époque est celle de la guerre de Cent Ans qui embrase l'ouest du continent européen, la France qui lors des croisades au Levant avait donné un grand nombre de croisés est empêtrée dans cette guerre et concentre ses forces dans la lutte contre le royaume d'Angleterre. En France ce sont surtout les ducs de Bourgogne qui vont s'y intéresser plus que les rois de France. Ainsi le maréchal de France Jean II Le Meingre qui commande les Français à la bataille d'Azincourt était vétéran de la bataille de Nicopolis. Ce sont en réalité surtout les États riverains de l'Empire ottoman, parmi eux le royaume de Hongrie de la dynastie des Jagellon, mais aussi la principauté de Valachie de la famille des Drăculea, le duché de Naxos, la république de Venise et bien entendu l'Empire byzantin qui vont combattre les ottomans,,. 

### La situation de l'Albanie

Carte des offensives du despotat de Serbie (1) et de la république de Venise (2) au nord de l'Albanie et au sud du Monténégro entre 1421 et 1423.

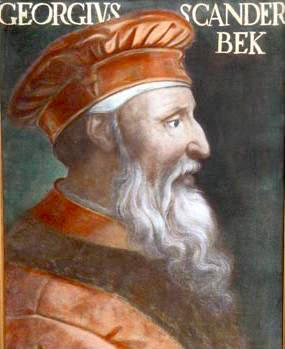
Gjergj Kastrioti dit Skanderbeg.

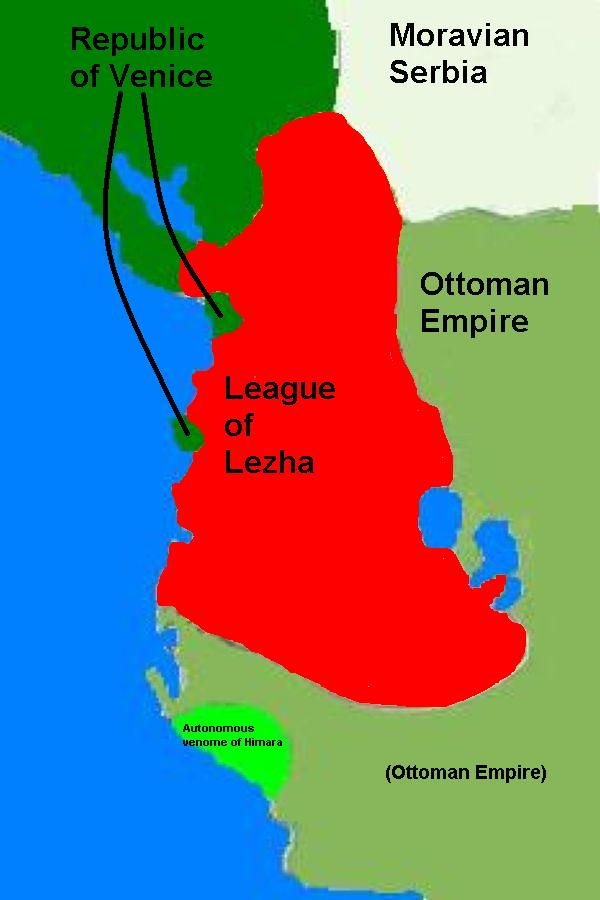
Carte des Balkans occidentaux dans les années 1450.

Les Ottomans avaient déjà en partie vassalisé ce qui constitue aujourd'hui l'Albanie, mais à la suite de la défaite de Bayezid Ier accompagné d'alliés Serbes et Albanais contre les troupes de Tamerlan lors de la bataille d'Ankara, le contrôle de l'Empire ottoman se fit moins important sur l'ouest des Balkans,,. La côte de l'Albanie et surtout les centres commerciaux étaient contrôlés par la république de Venise qui fonda en 1392 l'Albanie vénitienne qui s'étendait sur les actuels Albanie et Monténégro. La sortie des affaires albanaises du fait de la défaite ottomane détermina Konstantin Balšić à s'emparer de la ville de Durrës qui était alors une possession vénitienne qui resta aux mains de la sérénissime jusqu'en 1479. Konstantin Balšić fût exécuté par les Vénitiens ce qui permit à la famille Kastrioti de pouvoir consolider sa position et essaya de s'étendre vers les zones côtières occupées par la sérénissime. La sérénissime passa un accord avec Gjon Kastrioti père du célèbre Skanderberg, pour faire contrepoids à la puissance Ottomane, il devint vénitien en 1413 avec ses héritiers. Mais en 1415, les domaines du clan Kastrioti devinrent vassaux de l'Empire ottoman, mais malgré cela entre 1415 et 1417 Gjon Kastrioti garda de bonnes relations avec la république. Par la suite le clan Kastrioti s'allia au despote serbe Stefan Lazarević qui était aussi un vassal de l'Empire ottoman. Les relations entre Gjon Kastrioti et la république se détériorèrent à partir de 1419 quand la sérénissime tenta de soudoyer les Kastrioti et la famille Dukagjini pour attaquer la principauté de Zeta qui occupait le territoire de l'actuel Monténégro et notamment sa capitale Podgorica. En 1421, le despote de Serbie prit possession de la principauté qui appartenait à Balša III, ce qui ne fut pas reconnu par la sérénissime et ils occupèrent la côte jusqu'à Drisht dans le nord de l'actuelle Albanie non loin du lac de Shkodër. Une guerre débuta entre le despotat de Serbie et la république de Venise autour du lac de Shkodër et dura d'août 1421 à 1423. En janvier 1423, la république se tourna à nouveau vers le clan Kastrioti en espérant que celui-ci accepte d'entrer en guerre contre le despotat de Serbie, mais bien que l'amiral vénitien Francesco Bembo offrit de l'argent aux Kastrioti, aux Dukagjini ainsi que Koja Zaharia, ils refusèrent. Du fait du statut de vassal de l'Empire ottoman, le clan Kastrioti dut envoyer à la cour ottomane des otages, ce fyt le cas de Gjergj Kastrioti qui en 1413 fut envoyé avec ses frères à la cour du sultan Mehmed Ier et celui-ci participa aux campagnes militaires ottomanes et, en 1428, son père Gjon Kastrioti dut présenter des excuses auprès du Sénat de Venise pour la participation de son fils dans des guerres contre les chrétiens,. De leur côté, les Ottomans eux aussi demandaient un soutien militaire de la famille Kastrioti, depuis 1422, ceux-ci assiégeaient la ville de Thessalonique, qui en 1423 avait été cédée par la maison Paléologue à la Sérénissime, depuis l'Empire souhaitait que ses vassaux albanais attaquent les possessions de la république de Venise sur les côtes de l'Adriatique. Face au refus, Mourad II fit envahir les terres de la famille Kastrioti en 1430,,,. De son côté, Gjergj Kastrioti s'imposa comme l'un des plus grands chefs de guerre ottomans en se battant contre les Byzantins, les Syriens et les Perses. C'est un homme très respecté, mais qui a le mal du pays. En 1437, à la mort de son père, Gjergj Kastrioti reprend ses titres et reste fidèle au sultan, mais conserve des relations privilégiées avec la république de Venise et la république de Raguse. Entre 1438 et 1443, il est appelé par le Sultan à combattre les Hongrois de Jean Hunyadi. L'évènement qui permit la formation de la ligue de Lezha fut la bataille de Kosovo en 1448 qui vit la défaite de Jean Hunyadi, les Ottomans ayant gagné la bataille estimèrent qu'ils pouvaient faire une pause et cela permit à Skanderbeg de rentrer en Albanie. En 1444, des nobles albanais avaient fondé la ligue de Lezha pour former un nouveau pays, l'Albanie, et Skanderbeg fut considéré comme le souverain de ce pays à naitre. Face à cette traîtrise l'Empire ottoman réagit vite et envoya des troupes pour écraser le ligue de Lezha,. Le 14 mai 1450 les troupes ottomanes mirent le siège devant la ville de Krujë, après plusieurs mois de siège Skanderbeg intervient et le siège de Krujë fut un désastre. La ligue de Lezha reçut le soutien militaire de la république de Venise, mais les relations se détériorèrent vite et ceci entraina la guerre albano-vénitienne de 1447-1448 et de la couronne d'Aragon notamment lors du siège de Berat en 1455 qui est un siège infructueux pour les Albanais commandés par Gjergj Arianiti. L'année 1456 est difficile puisqu'au nord les Hongrois attaquent Belgrade avec le soutien du despotat de Serbie et le siège de Belgrade est une victoire hongro-serbe. Peu avant les Ottomans étaient aussi battus par Skanderbeg lors de la bataille d'Oranik dans l'actuelle Macédoine du Nord,,. Une alliance anti-ottomane fut fondée cette même année entre Skanderbeg et Ibrahim II de Karaman bey de l'émirat Karamides, mais jamais mise en pratique. Les ressources de Skanderbeg étaient épuisées après plus d'une décennie de guerre continue,,,. Alphonse V d’Aragon et les papes Nicolas V, puis Calixte III ne pouvaient pas subvenir pleinement à ses besoins, tandis que Venise continuait à saper Skanderbeg,,,. Cette dernière envisageait de faire la guerre à Skanderbeg car il maintenait son alliance avec l'Aragon. Les relations avec l'État italien se détériorèrent encore lorsque Lekë Dukagjini, l'allié insaisissable de Skanderbeg dans le nord, captura Dagnum,. À cette période, le frère de Skanderbeg, Hamza Kastrioti rejoignit le camp ottoman. Hamza était devenu mécontent du pouvoir croissant de Skanderbeg et, après avoir été reçu par le sultan, il se vit offrir le contrôle d'une grande partie de l'Albanie une fois conquise. Venise assouplit par la suite ses tensions avec Skanderbeg pour ne pas paraître comme faisant partie du camp ottoman, d'autant que l'Empire byzantin n'existait plus depuis la chute de Constantinople en 1453.

## Campagne de 1457

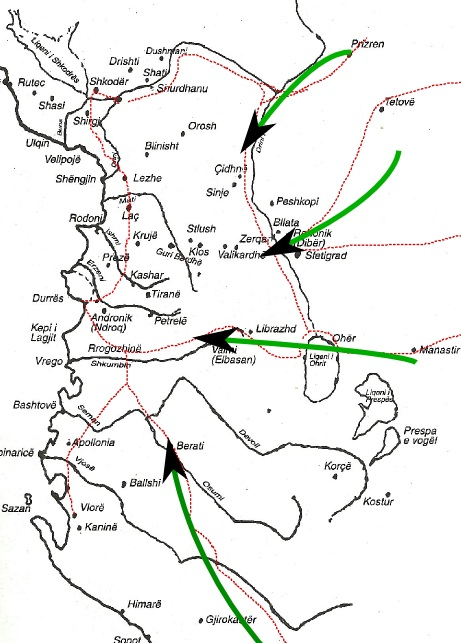
Carte des voies d'invasion de l'Albanie par les Ottomans.

À la fin du mois de mai 1457, une importante armée ottomane marcha sur l'Albanie, Skanderbeg en avertit le pape Calixte III et demanda une aide militaire. Le pape répondit en promettant d'envoyer une flotte pour le soutenir, mais cette force n'arriva pas. Skanderbeg fut donc laissé seul à combattre l'armée ottomane qui approchait,,. Le sultan Mehmed II avait placé Hanza Kastrioti et Ishak Bey Hranić à la tête de cette armée de 50 000 à 80 000 hommes,. De son côté Skanderbeg ne put lui opposer qu'entre 8 000 et 10 000 hommes ce qui n'était pas grand chose,,,. Hanza Kastrioti et Ishak Bey Hranić avaient décidé de conserver le bloc d'armée et de ne pas diviser leurs forces, en avant-garde, ils envoyèrent leurs Akindjis qui firent leur apparition dans la région de Dibër,,,. Skanderbeg réagit et attaqua les Akidjis, cependant l'arrivée de l'ensemble de l'armée ne lui permit pas de poursuivre ses engagements,,,. Il opta donc pour une technique d'embuscade, il divisa ses forces et leur demandèrent de partir dans toutes les directions pour désorganiser les Ottomans, de plus ceux-ci connaissait le terrain montagneux et disposaient de caches d'armes et du soutien des populations locales,,,. Les Ottomans continuèrent de marcher en direction de l'Adriatique et entrèrent dans la région de Mat, ils pillèrent la région et massacrèrent ses habitants. Les Ottomans firent une pause et déciderent de ne pas attaquer Krujë et décidèrent de monter leur camp au nord des monts Tumenishta (Skënderbeu),,,. Ils étaient installés au sud du lac Laç dans une région que les Albanais nommaient Uji i Bardhë et étaient entourés de collines,,,. Les commandants ottomans renforcèrent les défenses nord du camp, tandis que le côté est, en direction de Tumenishta, restait légèrement défendu. Des éclaireurs ottomans traversèrent la rivière Mat pour pénétrer dans le nord de l'Albanie, ils furent aperçus aux portes d'Alessio (Lezhë) tenue par les Vénitiens et s'aventurèrent plus profondément dans le territoire vénitien. En raison de la « disparition » de Skanderbeg, des rumeurs commencèrent à se répandre selon lesquelles il avait fui parce qu'il n'avait pas pu affronter les Ottomans et que ses hommes l'avaient trahi. Cette rumeur fut confirmée par les Vénitiens à Durazzo (Durrës). Isak bey et Hamza continuèrent cependant à se méfier et leurs forces de reconnaissance atteignirent le nord jusqu'à Scutari (Shkodër). Skanderbeg resta dans les montagnes tout au long des mois de juillet et d'août. On ne sait pas avec certitude ce que fit son armée dans les montagnes, mais il avait prévu d'épuiser les Ottomans en les forçant à attendre et en leur faisant croire qu'il avait été définitivement vaincu. Skanderbeg envoya alors Gjergj Pjetri à Rome comme ambassadeur pour donner au pape l'impression que l'Albanie avait été définitivement conquise et qu'une aide était nécessaire pour forcer les Ottomans à quitter l'Albanie. Le 17 septembre 1457, Calixte III informa Skanderbeg qu'il avait envoyé Jean de Navarre pour aider à financer la croisade, cependant, à son arrivée, la situation avait déjà changé. 

## La bataille
La population locale resta fidèle à Skanderbeg et ne révéla pas où il se trouvait. Isak bey et Hamza devinrent convaincus que Skanderbeg avait été vaincu et commencèrent donc à se retirer. Quand il jugea le moment opportun, Skanderbeg donna le signal à l'armée, qui avait jusqu'alors été divisée en groupes séparés, de se rassembler sans être vue par les Ottomans. L'armée se rassembla près des collines de Tumenishta, le point le plus faible du camp ottoman se trouvant dans cette direction, et le 2 septembre 1457, elle fut à nouveau divisée en trois groupes pour attaquer le camp ottoman. Avec certains de ses hommes les plus fidèles, il grimpa sur un haut sommet pour repérer le camp ottoman et vit que les Ottomans se reposaient. Il descendit avec sa troupe choisie pour éliminer les gardes qui surveillaient, mais l'un d'eux aperçut Skanderbeg et s'enfuit dans le camp en criant que Skanderbeg était arrivé,. Afin de maintenir l'effet de surprise, Skanderbeg ordonna à ses hommes de se préparer au combat,. Au milieu du bruit des outils métalliques et des armes qui claquaient les uns contre les autres, les Albanais foncent dans le camp Ottoman,. Les Ottomans sont pris par surprise et, malgré leur nombre important, terrifiés par la fureur de l'assaut albanais, pensant qu'ils attaquent en plus grand nombre qu'ils ne l'étaient en réalité,. Hamza tente de réorganiser ses hommes, en leur assurant que les Albanais sont peu nombreux,. Isak bey tente d'envoyer des renforts aux hommes de Hamza, mais l'arrivée de nouveaux contingents albanais l'oblige à détourner son attention,. Une série de charges de cavalerie et de contre-charges fait avancer la bataille avec une pluie de projectiles et d'arquebusiers forçant les Ottomans à pénétrer au cœur du camp,. Voyant qu'ils sont encerclés, les forces ottomanes commencent à paniquer et se dispersent,. Hamza est ainsi capturé, bien qu'Isak bey s'enfuie,. Les morts ottomans auraient pu atteindre 30 000, mais il est peu probable qu'ils aient subi plus de 15 000 morts,,,,. De plus, 15 000 hommes furent faits prisonniers, vingt-quatre étendards furent capturés et toutes les richesses du camp furent perdues par les Albanais,,,,. Une multitude d'hommes furent également capturés, parmi lesquels Hamza Kastrioti,,,,. Les guerriers albanais tombés furent enterrés dans la cathédrale Sainte-Marie du village de Shumri (à 3 kilomètres à l'est de Mamurrasi) près du champ de bataille,,,,. 

## Conséquence et culture populaire

### Conséquences
La bataille d'Albulena fut importante pour la résistance du sud contre l'Empire ottoman. Franz Babinger, un historien de l'Empire ottoman, décrit la bataille comme la plus brillante victoire de Skanderbeg. La bataille d'Albulena renforça le moral des hommes de Skanderbeg qui, par la suite, désertèrent rarement, voire jamais, son armée comme l'avait fait Hamza. Hamza lui-même fut envoyé comme prisonnier à Naples, dans le royaume d'Alphonse, après avoir été capturé. Un émissaire ottoman fut envoyé pour racheter les porte-étendards et quarante des prisonniers distingués. L'émissaire tenta également de négocier une trêve entre Mehmed II et Skanderbeg, mais ce dernier répondit qu'il n'accepterait que si Svetigrad et Berat, qui avaient été perdues respectivement en 1448 et 1450, lui étaient rendues,. Voyant que Mehmed II n'accepterait pas de telles conditions, Skanderbeg renforça ses garnisons dans la région autour de Svetigrad. La victoire permit à l'Albanie et à l'Italie de gagner du temps. En 1460, Mehmed et Skanderbeg signèrent un armistice qui dura trois ans. Cela donna à Skanderbeg l'occasion de débarquer en Italie et d'aider le fils d'Alphonse, Ferdinand Ier de Naples, qui avait été couronné après la mort de son père. La bataille ouvrit ainsi une nouvelle phase de la guerre ottomano-albanaise qui vit le point culminant de la résistance albanaise et les invasions ottomanes les plus féroces de l'Albanie au cours de la guerre. La guerre durera jusqu'à la chute de Krujë en 1478. 

### Culture populaire
Le prénom féminin albanais Albulena, qui fait référence à la bataille, est toujours utilisé aujourd'hui. Une chanson existe aussi.